# ألكسندرا ديفيد نيل
ألكسندرا ديفيد نيل (بالفرنسية: Alexandra David-Néel)‏ («لويز أوغيني ألكسندرين ماري ديفيد» من مواليد 24 أكتوبر 1868- 8 سبتمبر 1969) مستكشفة فرنسية بلجيكية، روحانية، بوذية، لا سلطوية وكاتبة. أكثر ما تُعرف به زيارتها عام 1924 لـ «لاسا» والتبت، عندما كانت محظورة على الأجانب. كتبت «ديفيد نيل» عمّا يزيد عن ثلاثين كتابًا عن الدين الشرقي والفلسفة ورحلاتها، متضمنة «السحر والغموض في التبت» والتي نُشرت عام 1929. أثرت تعاليمها في كتاب الـ «بيت» «جاك كيرواك» و«ألين غينسبيرغ»، وناشر الفلسفة الشرقية «آلان واتس»، والويستورسيزمي (ممارس التعاليم الباطنية الغربية) «بينجامين كريمي».

## السيرة الذاتية

### نشأتها المبكّرة وخلفيتها
ولدت في «ساينت-ماندي، فال دي مارن»، ابنة وحيدة لوالدها «لويس ديفيد»، معلم هوغونوتيون ماسوني (كان ناشطاً جمهورياً خلال ثورة 1848، وصديقًا للجغرافي اللا سلطوي «إيليزي ريكلوس»)، وكان لديها أم كاثوليكية رومانية بلجيكية. التقى «لويس» و«ألكسندرين» في بلجيكا، حيث نُفي المدرس وناشر الصحيفة الجمهورية عندما أصبح لويس نابليون بونابرت إمبراطورًا. بين الزوج المفلس والزوجة التي لن تحوز على ميراثها حتى بعد وفاة والدها، نمت أسباب الخلافات مع ولادة «ألكسندرا».
في عام 1871، أخد لويس -مرعوباً بإعدام آخر عضو من الكومونيون أمام حائط العمال في مقبرة «بيير-لاشيزي»- طفلته ذات العامين «أوغيني» ومستقبلاً «ألكسندرا» إلى هناك لتشاهد وألا تنسى هذا اللقاء المبكر لوجه الموت ووحشية البشر. بعد مرور سنتين هاجر آل «ديفيد» إلى بلجيكا.
من قبل بلوغها الخامسة عشرة كانت تمارس قدرًا كبيرًا من التقشف المفرط: الصيام، العذاب البدني، الوصفات المستمدة من السير الذاتية للقديسات الزاهدات الموجودة في مكتبة إحدى أقاربها والتي تشير إليها في «تحت الغيوم العاصفة» التي نشرت عام 1940.
ومع بلوغها الخامسة عشرة وقضائها عطلتها مع والديها في «أوستند»، هربت ووصلت حتى ميناء «فليسينغن» في هولندا محاولةً ركوب سفينة لإنجلترا. أجبرتها قلة المال على الاستسلام.
في عمر الثامنة عشرة، كانت قد زارت إنجلترا وسويسرا وإسبانيا لوحدها وكانت تدرس في مجتمع السيدة «بلافاتسكي» الثيوصوفية (الحكمة الإلهية). «انضمت ألكسندرا لعدة مجتمعات سرية -كادت أن تصل للدرجة الثالثة في الطقوس الإسكتلندية للماسونية- في حين استقبلتها المجموعات النسوية واللا سلطوية بحماس. خلال طفولتها ومرحلة المراهقة ارتبطت مع الجغرافي اللا سلطوي «إيليزي ريكلوس» (1820- 1905). أدى ذلك إلى أن تصبح مهتمة بالأفكار اللا سلطوية في ذلك الوقت وبالحركة النسويّة؛ التي ألهمتها أن تنشر «بور لا في» (للحياة) في عام 1898. في سنة 1899، ألفت أطروحة لا سلطوية بتمهيد (تقديم) من «إيليزي ريكلوس». لم يجرؤ الناشرون على طباعة الكتاب، على الرغم من أن صديقها «جون هاوتستونت» طبع بعض النسخ لنفسه وتُرجمت في النهاية إلى خمس لغات».
وفقاً لـ «ريموند برودر»، اعتنقت البوذية في عام 1889، والتي أشارت إليه في يومياتها التي نُشرت بعنوان «لا لومب دو ساغيس» (مصباح الحكمة) في سنة 1986. بلغت الواحدة والعشرين. في نفس العام، ذهبت إلى لندن لصقل لغتها الإنجليزية، وهي لغة لا غنى عنها لمهنة المستشرقين، ذهبت للندن حيث ترددت على مكتبة المتحف البريطاني، علاوة على ذلك، تعرفت على عدة أعضاء من المجتمع الثيوصوفي. في السنة التالية، عادت إلى باريس، تعرفت على اللغة السنسكريتية والتيبتية وتابعت تعاليم مختلفة في الكلية الفرنسية «كوليج دو فرانس» وفي المدرسة العلمية للدراسات المتقدمة «ايكول براتيك دي هوتز ايتود» دون أن تجتاز حتى امتحانًا هناك. وفقاً لـ «جون شالون»، بدأت مهنتها كـ مستشرقة وبوذية في متحف الـ «غيميت».

### 1895- 1904 مغنية أوبرا
حضرت «ديفيد نيل» باقتراح من والدها إلى المعهد الملكي لبروكسل «كونسيرفوتوار رويال دي بروسيل»، حيث درست البيانو والغناء. لمساعدة والديها اللذين كانا يتعرضان لنكسات، أخذت «ديفيد نيل» والتي حصلت على الجائزة الأولى في الغناء، موقع المغني الأول في منزل الأوبرا «هانوي» (الهند الصينية) خلال الفصول 1895-1896 و1896-1897 تحت اسم «ألكسندرا ميريال».
لعبت دور «فيوليتا في لا ترافياتا» لـ «فيردي»، ثم غنت في «لي نوس دو جانيت» لـ «فيكتور ماسي» في «فوست»، وفي «ميريلي» لـ «غونود»، و«لاكمي» لـ «ليو ديلبيز»، و«كارمن» لـ «بيزيت»، و«تاييس» لـ «ماسينت». حافظت على صداقة مراسلة مع «فريدريك ميسترال» و«جولز ماسينت» في ذلك الوقت. 
من عام 1897 حتى عام 1900، كانت تعيش مع عازف البيانو «جون هاوتستونت» في باريس، وكتبت «ليديا» معه مأساة غنائية في عمل واحد والتي ألف فيها «هاوتستونت» الموسيقى وكتبت «ديفيد نيل» النص الكلامي للأوبرا. غادرت لتغني في أوبرا «آثينز» من نوفمبر 1899 وحتى يناير 1900. ومن ثم، في يوليو في نفس العام، ذهبت لأوبرا «تونس». بعد وقت قصير من وصولها للمدينة، التقت بـ ابن عمها البعيد «فيليب نيل»، المهندس المشرف في السكك الحديدية التونسية وزوجها المستقبلي. خلال فترة بقاء «جون هاوتستونت» في تونس في صيف 1902، تخلت عن مهنة الغناء وأولت اهتمامها لـ كازينو تونس لبضعة أشهر، وخلال ذلك تابعت أيضاً عملها الفكري.

### 1904- 1911 الزواج
في 4 أغسطس 1904، وفي عمر السادسة والثلاثين تزوجت «فيليب نيل دي ساينت سافور»، والذي كان عشيقها منذ 15 سبتمبر 1900. كانت حياتهم مضطربة أحياناً ولكن تتميز بالاحترام المتبادل. على أي حال، حدث الانقطاع بسبب مغادرتها إلى رحلتها الثالثة إلى الهند (1911-1925) (الرحلة الثانية كانت رحلة جولة غنائية) في 9 أغسطس 1911. لم تكن ترغب بالأطفال، مدركةً أن التغيرات التي ترافق الأمومة لا تتوافق مع حاجتها للاستقلال ورغبتها للتعلم. وعدت «فيليب» أن تعود إلى مسكنهما الزوجي خلال تسعة عشر شهراً، ولكن فقط بعد مرور أربعة عشر عاماً في مايو 1925، التقى الزوجان مرة أخرى، وانفصلا بعد عدة أيام. عادت «ديفيد نيل» للاستكشاف مع شريكتها الشابة «لاما أفور يونغدين» والتي ستجعلها تتبنى ابناً في 1929.
ومع ذلك، بدأ كلا الزوجين بمراسلات مكثفة بعد انفصالهما، والتي انتهت بوفاة «فيليب نيل» في فبراير 1941. من هذه المراسلات بقيت العديد من رسائل «ديفيد نيل» وبعض الرسائل المكتوبة من قبل زوجها، أُحرق العديد منها أو ضاع أثناء محنة «ديفيد نيل» خلال الحرب الأهلية الصينية في منتصف الأربعينيات. 
تقول الأسطورة إن زوجها كان أيضاً راعيها، الحقيقة على الأغلب مختلفة. كانت تملك خلال زواجها ثروة خاصة وفي عام 1911، ساعدتها ثلاثة أقسام لتمويل الرحلة العلمية. أرسلت وكلاء لزوجها من خلال السفارات ليدير لها ثروتها.

## روابط خارجية
- ألكسندرا ديفيد نيل على موقع مونزينجر (الألمانية)
- ألكسندرا ديفيد نيل على موقع ديسكوغز (الإنجليزية)